# Болория Родда
Болория Родда (лат. Boloria roddi) — вид дневных бабочек из семейства нимфалид. Видовое название дано в честь Евгения Георгиевича Родда (E.G. Rodd, 1871—1933) — русского лесовода, энтомолога, лепидоптеролога, краеведа и коллекционера. 
Синонимы
- Boloria pales roddi Kosterin, 2000
- Boloria aquilonaris roddi Kosterin, 2000

## Распространение
Распространён в Алтае, Западной Монголии, Восточном Казахстане. Встретить можно в луговых тундрах.